# فريدلاند (مكلنبورغ)
فريدلند مكلنبورغ (بالألمانية: Friedland, Mecklenburg-Vorpommern) هي بلدة ألمانية تقع في ألمانيا في مكلنبورغ فوربومرن. يقدر عدد سكانها بـ 6,830 نسمة .

## أعلام
- رودلف برلين